# 23a edició dels Premis Mestre Mateo
La 23a edició dels premis Mestre Mateo va guardonar les produccions audiovisuals de Galícia l'any 2024 i es va celebrar el 15 de març de 2025. Durant la cerimònia, l'Academia Galega do Audiovisual va presentar el Premis Mestre Mateo en 25 categories. La cerimònia es va celebrar al Lalín Arena i va ser presentada per Teté Delgado. La gala es va caracteritzar per l'oposició del sector de l'audiovisual gallec al projecte de l'Altri de construir una fàbrica de cel·lulosa a Palas de Rei, anomenada projecte Gama.
Rapa, una sèrie dirigida per Jorge Coira i Javier Cámara, va guanyar 11 premis, inclòs el premi a la millor sèrie de televisió, millor guió i millor direcció. As Neves va ser la guanyadora del millor pel·lícula, millor actriu de repartiment per Lucía Veiga i millor so per a David Machado, Javier Pato i Daniel Fernández.

## Premis

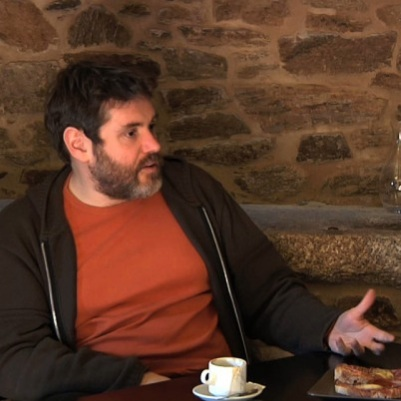
Jorge Coira, millor director.

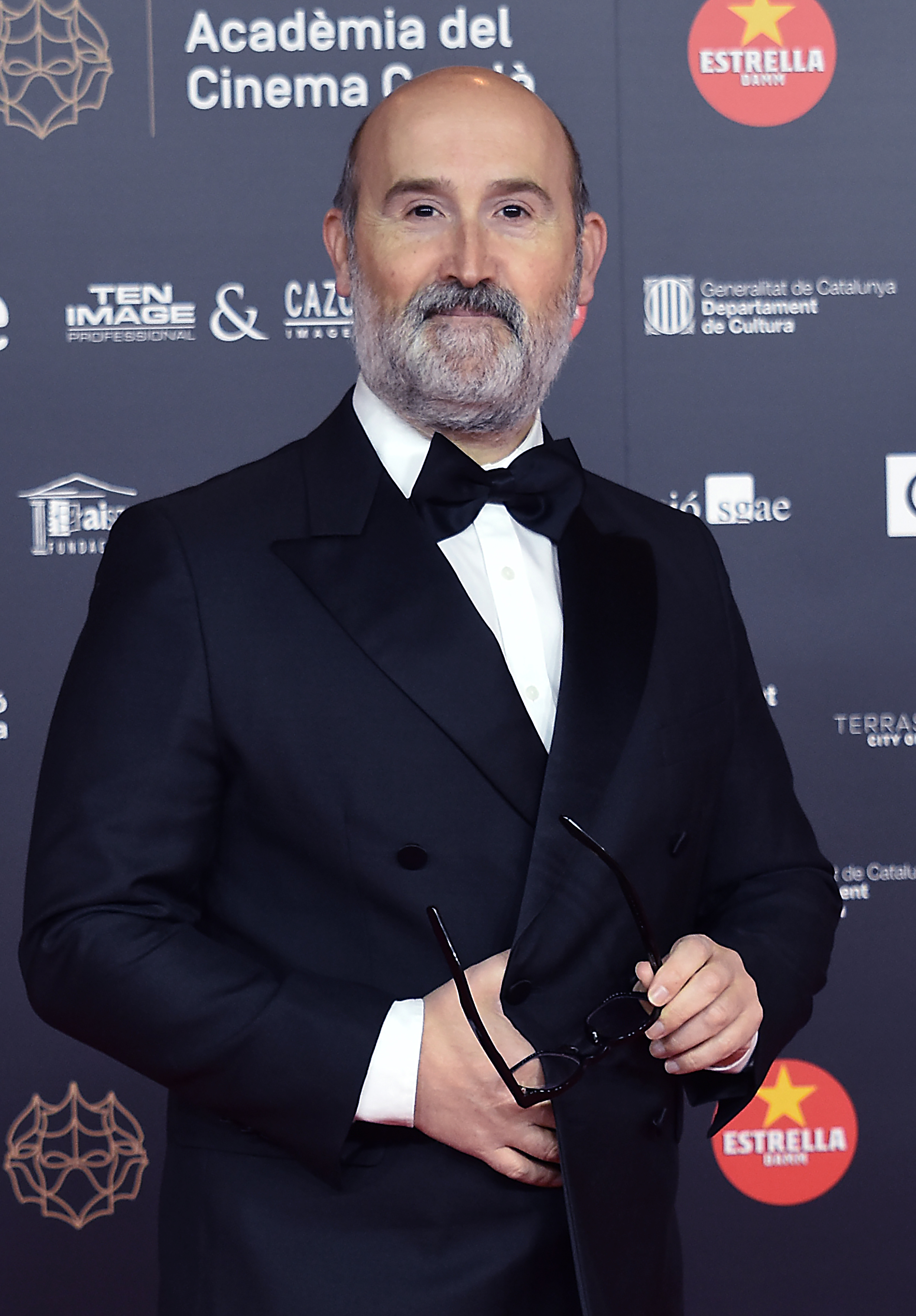
Javier Cámara, millor director.

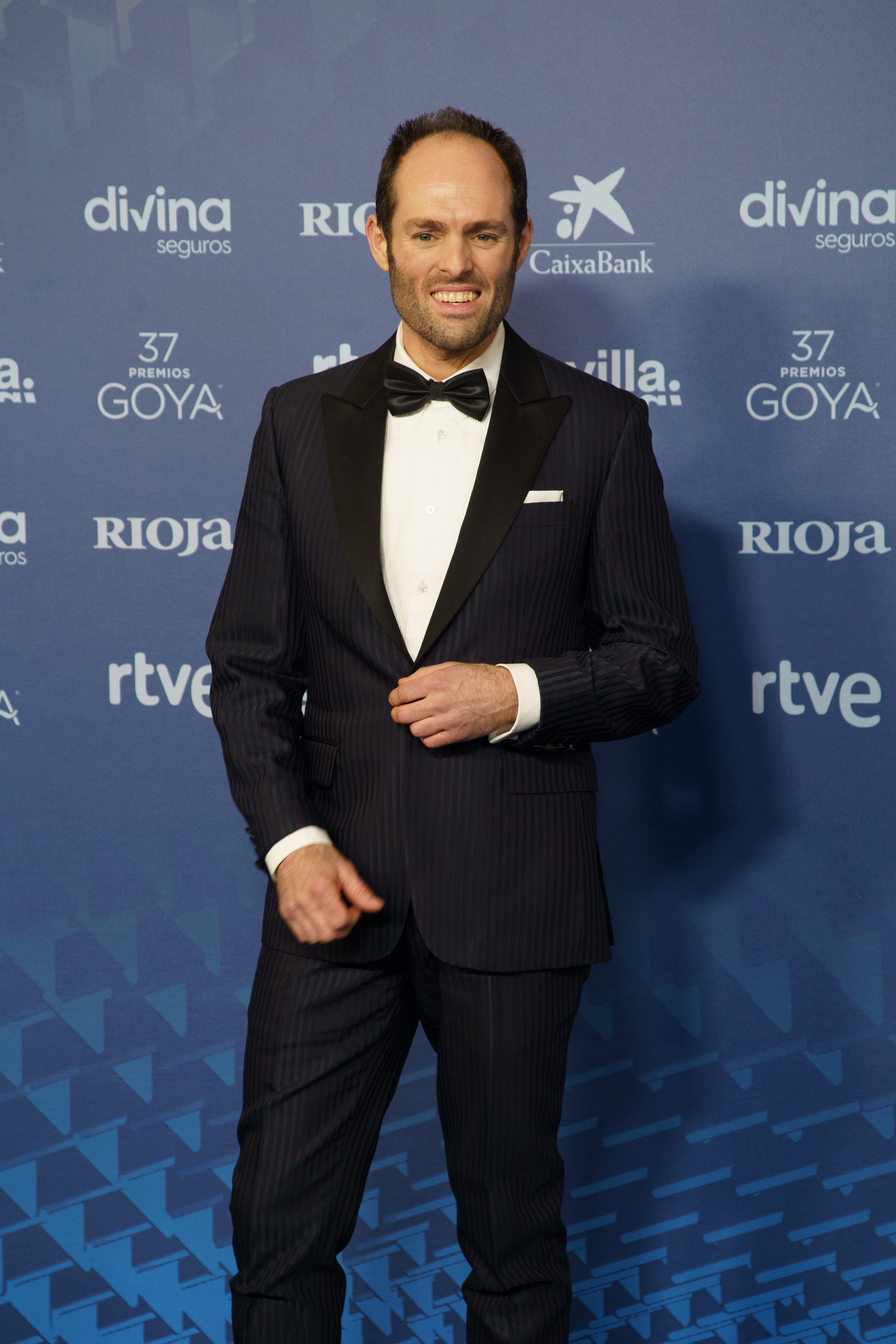
Diego Anido, millor actor secundari.

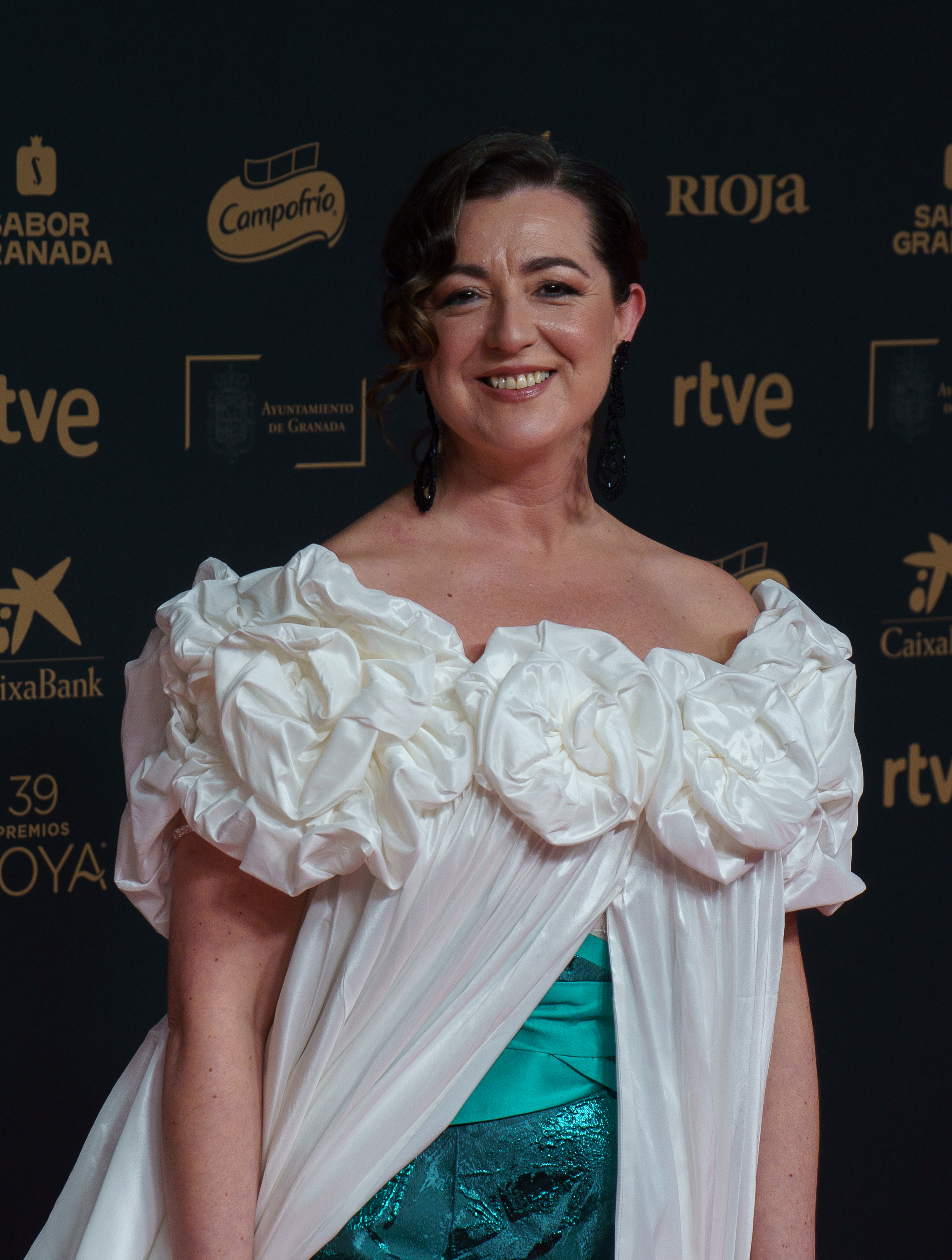
Lucía Veiga, millor actriu secundària.

Els guanyadors són els que s'enumeren en primer lloc i es destaquen en negreta.
| Millor pel·lícula | Millor director |
| --- | --- |
| - As Neves – Sonia Méndez - +Cuñados – Luis Avilés - Xustiza artificial – Simón Casal - Honeymoon – Enrique Otero | - Jorge Coira i Javier Cámara – Rapa - Enrique Otero – Honeymoon - Luis Avilés – +Cuñados - Sonia Méndez – As Neves |
| Millor actor protagonista | Millor actriu protagonista |
| - Darío Loureiro – Rapa - Federico Pérez – +Cuñados - Javier Gutiérrez – Honeymoon - Javier Cámara – Rapa | - Mónica López – Rapa - Andrea Varela – As Neves - Carmen Machi – Tratamos demasiado bien a las mujeres - Lucía Veiga – Na gloria |
| Millor actor secundari | Millor actriu secundària |
| - Diego Anido – Rapa - Adrián Ríos – Rapa - Antonio Durán "Morris" – Honeymoon - Miguel de Lira – Rapa | - Lucía Veiga – As Neves - María Pujalte – Clanes - María Vázquez – Honeymoon - Sheyla Fariña – Rapa |
| Millor guió | Millor realitzador |
| - Rapa – Pepe Coira i Fran Araújo - Prefiro condenarme – Margarita Ledo i Eva Veiga - Honeymoon – Roberto G. Méndez i Enrique Otero - As Neves – Sonia Méndez | - Historias de aquí – Marcos Nine - Nosoutras – Jairo Iglesias - Recollendo músicas – Adolfo Fernández - Cinephilia – Simón Saibene |
| Millor sèrie de televisió | Millor programa de televisió |
| - Rapa – Movistar+, Portocabo TV, S.L - Bibopalula – Undodez i Televisión de Galicia - Clanes – Vaca Net TV, SLU e Netflix - El circo de los muchachos – Vaca Docs, Prime Video | - Recollendo músicas – Undodez para Televisión de Galicia - Cos pés na terra – Filmax (Producións A Fonsagrada, S.L.) para TVG - Nosoutras – Undodez para Televisión de Galicia - Cinephilia – Noveolas producciones i Telemiño                          |
| Millor direcció de producció | Millor direcció artística |
| - Ana Míguez – Rapa - Javi Lopa e Ana Míguez – +Cuñados - María Liaño – Clanes - Nati Juncal – Prefiro condenarme | - Curru Garabal – Tratamos demasiado bien a las mujeres - Elia Robles – As Neves - Andrea Pozo – +Cuñados - Inés Rodríguez – Rapa |
| Millor comunicador de televisió | Millor muntatge |
| - Juan Fuentes – Quen anda aí? - Estíbaliz Veiga – Din que non falan - Simone Saibene – Cinephilia - Paco Lodeiro – Atrápame se podes, chanzo arriba | - Rapa – Gaspar Broullón, Julia Juanatey e Lucía Iglesias - As Neves – Juliana Montañés - +Cuñados – Lu Rodríguez - Honeymoon – Adrián Pino |
| Millor música original | Millor so |
| - Rapa – Xavi Font - Clanes – Sergio Moure - As Neves – Andy Bell - +Cuñados – Santi Jul i Iván Laxe | - As Neves – David Machado, Javier Pato i Daniel Fernández - Honeymoon – Carlos Mouriño, Diego Staub i Pablo Rega - Clanes – Carlos Mouriño, - Rapa – Juan Gay i Diego Staub                                                                             |
| Millor fotografia | Millor maquillatge i perruqueria |
| - Rapa – Jaime Pérez - Prefiro condenarme – Alberte Branco - As Neves – Lucía C. Pan - Honeymoon – Sergio Franco | - Rapa – Fanny Bello i Gemma Márquez - +Cuñados – Fanny Bello - As Neves – Sonia García - Clanes – Susana Veira i Bea Antelo |
| Millor sèrie web | Millor producció de publicitat |
| - Poscoito – Héctor Rodríguez - A moza que abortou e o contou – Brava, Eire Cid i Rosalía Quiroga - Pringadas – Brava amb participació de TVG - Pulp Air – Henfunk Studio | - Non pode ser máis de aquí – RC Celta i Verve Creative Group - Galicia saba amar – Idea Creatividad y Comunicación S.L. - Arde Lucus MMXXIV – MBC Servicios Audiovisuales, S.L. - Cortello Club. Campaña contra a trata – Abella Creativa i Ecos Do Sur |
| Millor curtmetratge | Millor curtmetratge d'animació |
| - Pura – Carmen Méndez - Platónico, Platónica – Rebordelos - Nena – Undodez e Mordisco Films - Nai – Tito Refoxo e Brais do Rei - Véxote – Islandia Producciones | - Eu vou comigo – Abano Producións - Avetimología – Karral Animatua, Sygnatia, Acción Cultural Española - Noites de prata – Soraya Antelo, Rita Cid, David Deibe i Alberto García - Sinapse – Universidade da Coruña                                     |
| Millor videoclip | Millor vestuari |
| - Marimondra de Mondra i Adela Otero – Mondra e Adela Otero - Hi, My Love de Sabela – Sabela Ramil - Alentejo de Baiuca – Blua Producers, S.L., Embruxo Producións Artísticas, S.L., Alan Queipo Bonet (Raso Estudio) - Quererse ben de Mondra – Elmembrillo                                         | - Tratamos demasiado bien a las mujeres – Maite Tarilonte - Honeymoon – María Fandiño - As Neves – María Porto - Rapa – Alicia Dapena |
| Millor documental | |
| - Filmei paxaros voando – Sétima, Ringo Media coa participación da TVG - Aurora – Gaitafilmes, coa participación da TVG - Prefiro condenarme – Nós, Productora Cinematográfica, S.L. en coproducció financera amb RTVG, S.A - Salvaxe, salvaxe – Xiana do Teixeiro i Animala amb participació de TVG | |

## Premis especials

### Premio de Honra Fernando Rey
- Encarna Paso